# Özgü Namal
Özgü-Amel Namal, née le 28 décembre 1978 à Istanbul, est une actrice turque.

## Biographie
Özgü-Amel Namal est diplômée du Conservatoire d'État d'Istanbul en 2002 et fait ses débuts au Théâtre du conte réaliste dans des pièces de théâtre pour enfant. Elle a un frère. Sa première apparition à la télévision s'est faite dans la série Pardonnez-nous professeur (Affet Bizi Hocam) en 1998.
Elle a joué aussi dans des séries telles que Karete Can (2000), Yeditepe İstanbul (tr) (2001). Son premier rôle au cinéma, dans Sır Çocukları (tr) sorti en 2002, lui permet de remporter le prix du meilleur espoir féminin au 14e festival international du film d'Ankara. Elle a aussi reçu le prix Jale ebt Sadri Alışık de la meilleure actrice dans un second rôle, dans Jeu à louer.
Özgü Namal a interprété l'un des rôles principaux dans la série télévisée turque à succès Hanımın Çiftliği. En 2013 elle joue le rôle de Narin dans la série Merhamet.

## Récompensess
Özgü a remporté l'Orange d'or du meilleur rôle féminin au 44e festival du film d'Antalya, pour son rôle de Meryem dans Mutluluk.